# Ivan Bubnov
Ivan Grigoryevich Bubnov (em russo: Иван Григорьевич Бубнов) (Níjni Novgorod, 18 de janeiro de 1872 — São Petersburgo, 13 de março de 1919) foi um engenheiro naval e projetista de submarinos russo.
Graduado em engenharia no Marine Engineering College em Kronstadt, em 1891, e também graduado na Nikolayev Marine Academy, em 1896.

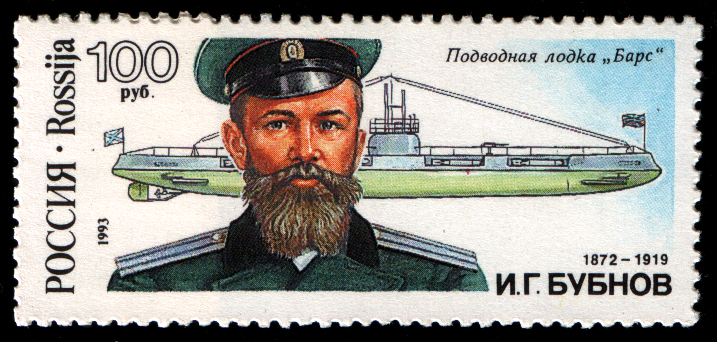
Selo comemorativo, 1993